# Пашнин, Андрей Яковлевич
Андрей Яковлевич Пашнин (1902—1968) — навалоотбойщик шахты 4/6 комбината «Челябинскуголь», Герой Социалистического Труда.

## Биография
Родился 4 июня 1902 года в селе Пашнино Шадринского уезда Пермской губернии (ныне - Красноармейский район Челябинской области) в крестьянской семье. Русский.
Окончил начальную школу.
Самостоятельную трудовую деятельность начал в 1929 году в колхозе. В 1933 году приехал в город Копейск, устроился работать грузчиком на железной дороге, затем каталем на шахте № 1 комбината «Челябинскуголь».
В сентябре 1933 года перешел на шахту № 4/6 того же комбината забойщиком. С этой шахтой связана вся его дальнейшая трудовая деятельность.
В годы Великой Отечественной войны возглавил бригаду навалоотбойщиков, успешно руководил бригадой и в первые послевоенные годы. Коллектив под руководством Пашнина выполнял годовые нормы выработки на 155—170 %.
После войны выступил инициатором соревнования за выдачу 350 тонн угля в месяц каждым навалоотбойщиком. В мае 1947 вместе с сыном Аркадием нарубил за смену 64 тонн угля. В 1948 году предложил двухзабойный метод добычи угля в лаве (работы последовательно выполнялись в 2 забоях, расположенных на небольшом расстоянии друг от друга). Применяя этот метод, постоянно перевыполнял нормы выработки.
Указом Президиума Верховного Совета СССР от 28 августа 1948 года за выдающиеся успехи в деле увеличения добычи угля, восстановления и строительства угольных шахт и внедрение передовых методов работы, обеспечивающих значительный рост производительности труда, Пашнину Андрею Яковлевичу присвоено звание Героя Социалистического Труда с вручением ордена Ленина и золотой медали «Серп и Молот».
С февраля 1950 года трудился крепильщиком. В октябре 1953 года вышел на заслуженный отдых.
Жил в городе Копейск. Скончался 25 августа 1968 года.

## Награды
Награждён орденами Ленина (28.08.1948), Трудового Красного Знамени (28.10.1949), медалями, в том числе «За трудовую доблесть» (04.09.1948).